# Universo Fortis
Universo Fortis è una compilation di Alberto Fortis, pubblicato nel 2003 dalla Universal Records.

## Descrizione
Si tratta di una raccolta di brani in versione originale, rimasterizzati in digitale da Claudio Giussani presso gli studi Nautilus. Contiene anche quattro inediti, tra cui il singolo La splendida metà.

## Tracce
1. Milano e Vincenzo
2. Il Duomo di notte
3. La sedia di lillà
4. L'amicizia
5. Prendimi fratello
6. La grande grotta
7. La nena del Salvador
8. Marylin
9. Settembre
10. Fragole infinite
11. Angelo
12. Svegliati amore con me
13. Qui la luna
14. Vita ch'è vita
15. Cercherò di te
16. La splendida metà
17. Saprai
18. Sexy love
19. Lettera a un sogno